# Isabel-Clara Simó
Isabel-Clara Simó i Monllor (Alcoi, 4 de abril de 1943 – Alcoi, 13 de janeiro de 2020) foi uma escritora, jornalista e política valenciana. É uma das autoras modernas mais importantes da literatura catalã. Foi premiada múltiplas vezes; entre outros reconhecimentos, 1993 recebeu o Prêmio Sant Jordi de romance por La salvatge, 1999 foi-lhe concedida a Cruz de São Jorge pela sua trajetória literária; 2001 venceu o Prêmio Andròmina de narrativa por Hum... Rita!: l'home que ensumava dones e o Prêmio da Crítica dos Escritores Valencianos em ensaio, por En legítima defensa. Também foi distingida com o 19º Prêmio de Romance Cidade de Alzira por El meu germà Pol.
Parte da sua obra foi traduzida ao alemão, inglês, basco, castelhano, francês, galego, italiano, neerlandês e ao sueco.

## Biografia
Isabel-Clara Simó foi licenciada em filosofia pela Universidade de Valência e em jornalismo, e é doutora em filologia românica. Foi professora em Buñol e depois no IES Ramon Muntaner de Figueres, município onde nasceram os seus filhos, e no IES Sant Josep de Calasanç de Barcelona. Virou a sua carreira profissional para o jornalismo em 1972 como diretora do semanário Canigó e colaborou habitualmente em diferentes médios de comunicação. Criou nos seus contos e romances umas personagens complexas que mentêm relações conflitivas, com La Nati (1991), Raquel (1992), os de Històries perverses (1992) ou os de T'imagines la vida sense ell? (2000). Obras como Júlia (1983) ou D'Alcoi a Nova York (1987) foram ambientadas em Alcoi, o seu local de nascimento.
Foi galardoada, entre outros, com o prêmio Sant Jordi 1993, por La salvatge. Foi delegada do Livro para o Departamento de Cultura da Generalidade da Catalunha. 1999 recebeu a Cruz de São Jorge pela sua trajetória. A coletânea de relatos Dones (1997) tem sido objeto d'una adaptação cinematográfica, no ano 2000. Mais recentemente publicou livros como L'home que volava en el trapezi (2002) ou a sua coletânea de artigos no jornal Avui, com o título de En legítima defensa. Também obteve sucesso de crítica e público com a peça teatral Còmplices, levada à cena por Pep Cortès.

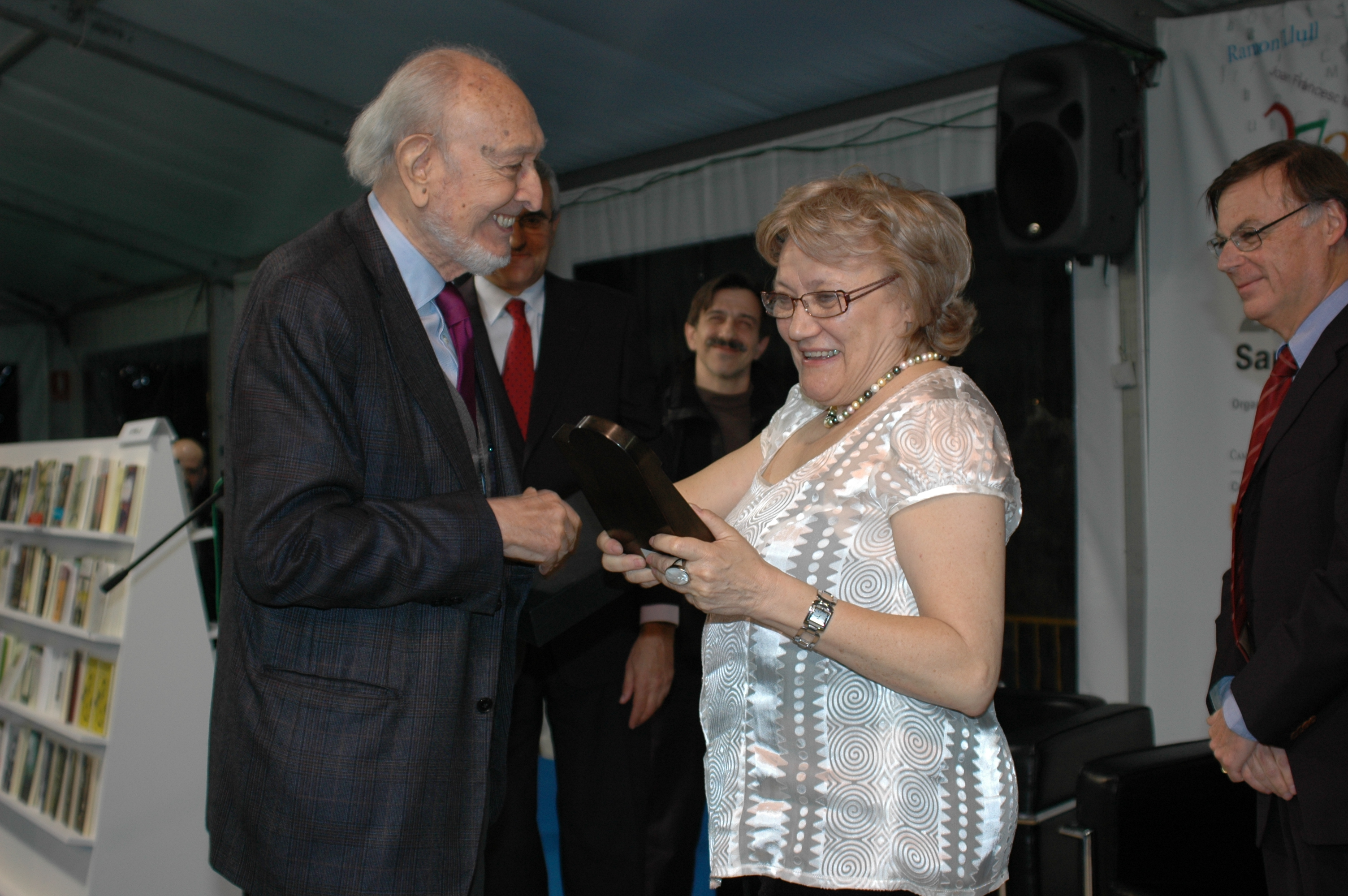
Isabel-Clara Simó recebe o prêmio Trajetòria de Josep Maria Castellet. À direita Carles Solà, no fundo Jordi Boixaderas e Albert Pèlach

1993 venceu o Prêmio Crítica Serra d'Or de narrativa por Històries perverses. Em 2001 venceu o Prêmio Andròmina Andròmina pelo livro Hum... Rita!: L'home que ensumava dones, e 2004 o Prêmio da Crítica dos Escritores Valencianos na modadlidade de ensaio, por En legítima defensa. 2007 venceu o Prêmio de Romance Cidade de Alzira com a obra El meu germà Pol.
Como jornalista, foi diretora do semanário Canigó, foi colunista no jornal Avui e atualmente no El Punt Avui. Foi delegada do Livro pelo Departamento de Cultura da Generalidade da Catalunha.
2009 recebeu o prêmio Trajetória no âmbio da Semana do Livro em Catalão. Segundo a organização, este prêmio reconhece a extensa obra da escritora e a sua implicação na defesa da língua catalã. Completaram o evento literário uma glosa à homenageada do ex-reitor da Universidade Autônoma de Barcelona (UAB), Carles Solà, e uma leitura de poemas da autora por parte do ator Jordi Boixaderas. 2013 também foi reconhecida pelo Município de Alcoi com a concessão da medalha de ouro da cidade e o nomeamento como filha predileta.
Simó morreu no dia 13 de janeiro de 2020, aos 76 anos.

## Obra publicada

### Romance
- Júlia. Barcelona: La Magrana, 1983
- Ídols. Barcelona: La Magrana, 1985
- T'estimo, Marta. Barcelona: La Magrana, 1986
- El secret d'en Toni Trull. Barcelona: Barcanova, 1986
- El mossèn. Barcelona: Plaza i Janés, 1987
- Els ulls de Clídice. Barcelona: Ed. 62, 1990
- La veïna. Barcelona: Àrea, 1990
- Una ombra fosca com un núvol de tempesta. Barcelona: Àrea, 1991
- La Nati. Barcelona: Àrea, 1991
- El Mas del Diable. Barcelona: Àrea, 1992
- Raquel. Barcelona: Columna, 1992 [juvenil]
- La salvatge. Barcelona: Columna, 1994
- La innocent. Barcelona: Columna, 1995
- Joel. Barcelona: Columna, 1996[6]
- El professor de música. Barcelona: Columna, 1998
- De nom, Emili. Barcelona: Columna, 1998
- El gust amarg de la cervesa. Barcelona: Columna, 1999
- T'imagines la vida sense ell? Barcelona: Columna, 2000
- Hum... Rita!: L'home que ensumava dones. València: Eliseu Climent / 3i4, 2001
- L'home que volava en el trapezi. Barcelona: Columna, 2002
- Adéu-suau. Barcelona: Ed. 62, 2006
- Dora diu que no. Alzira: Bromera, 2006 [juvenil]
- El caníbal. Barcelona: Columna, 2007
- El meu germà Pol. Alzira: Bromera, 2008
- Amor meva. Barcelona: Ed. 62, 2010[7]
- Un tros de cel. Alzira: Bromera, 2012
- Els invisibles. Barcelona: Amsterdam, 2013[8][9][10][11][12]
- La vida sense ell (nova versão de T'imagines la vida sense ell?). Alzira: Bromera, 2013
- L'amant de Picasso. Alzira: Bromera, 2015
- Jonàs. Barcelona: Edicions 62, 2016

### Narrativa
- És quan miro que hi veig clar. Barcelona: Selecta, 1979
- Bresca. Barcelona: Laia, 1985
- Alcoi-Nova York. Barcelona: Ed. 62, 1987
- Històries perverses. Barcelona: Ed. 62, 1992
- Perfils cruels. Barcelona: Ed. 62, 1995
- Dones. Barcelona: Columna, 1997
- En Jordi i la sargantana. Barcelona: Columna, 1999 [infantil]
- Contes d'Isabel: antologia. Barcelona: Columna, 1999
- Sobre el nacionalisme (Carta al meu nét). Barcelona: Columna, 2000
- Estimats homes (Una caricatura). Barcelona: Columna, 2001
- En legítima defensa. Barcelona: Columna, 2003
- Angelets. Barcelona: Ed. 62, 2004
- Adéu Boadella. Barcelona: Mina, 2008
- Homes. Alzira: Bromera, 2010
- Tota aquesta gent. Barcelona: Edicions 62, 2014

### Outros
Teatro
- ... I Nora obrí la porta. Barcelona: Revista Entreacte, 1990
- Còmplices. Alzira: Bromera, 2004
- La visita. Alzira: Bromera, 2012

Obras dramáticas representadas
- Dona i Catalunya. Institut Francès, 1982
- Dones. Mite-les. Barcelona: Teatre Regina, 1999
- Còmplices. Pep Cortès, Granollers: Teatre de Ponent, 2003

Poesia
- ABCDARI. Alcoi: Marfil, 1995
- El conjur. Barcelona: Ed. 62, 2009

Estudos literários
- Si em necessites, xiula. Barcelona: Ed. 62, 2005

Textos autobiográficos
- Els racons de la memòria. Barcelona: Ed. 62, 2009

Investigação e divulgação
- El món de Toni Miró. València: Ed. de la Guerra, 1989

## Prêmios[1]
- Víctor Català, 1978: És quan miro que hi veig clar
- Crítica del País Valencià, 1985: Ídols
- Crítica Serra d'Or de Literatura i Assaig, 1993: Històries perverses
- Sant Jordi, 1993: La salvatge
- València de Literatura-narrativa, 1994: La innocent
- Crítica dels Escriptors Valencians de narrativa, 1999: El professor de música
- Premis Octubre-Andròmina de narrativa, 2001: Hum... Rita! : L'home que ensumava dones
- APPEC (Associació de Publicacions Periòdiques en Català), 2002
- Crítica dels Escriptors Valencians d'assaig, 2004: En legítima defensa
- Cidade de Alzira de romance, 2007: El meu germà Pol
- Crítica dels Escriptors Valencians d'assaig, 2009: Adéu Boadella
- Premi Trajectòria de la Setmana del Llibre en Català, 2009
- Pompeu Fabra, 2009
- Joanot Martorell de narrativa de Gandia, 2010: Amor meva
- Ciutat d'Alcoi de teatre, 2011: La visita
- Memorial Jaume Fuster de l'AELC, 2013: à trajetória e ao conjunto da sua obra
- Medalla d'Or de la ciutat d'Alcoi, 2013